# Astorga (opera)
Astorga je třetí a nejúspěšnější opera českoněmeckého skladatele Johanna Josefa Aberta na libreto Ernsta Pasquého zpracovávajícího legendární osudy barokního skladatele Emanuela d'Astorgy. Premiéru měla 28. května 1866 ve dvorním divadle ve Stuttgartu a pronikla na řadu německých scén, přičemž zvláštní oblibě se těšila v Praze.

## Vznik a historie díla
Abertova třetí opera vznikla na libreto výmarského spisovatele a operního pěvce Ernsta Pasqué (1821–1892), který vycházel z vyprávění Friedricha Rochlitze otištěného v časopise Für Freunde der Tonkunst roku 1825, která shrnovala a dále romantizovala apokryfní legendy o barokním skladateli Emanuelu d'Astorgovi. Hlavní zápletka kombinuje dva příběhy, popravu Astorgova otce za účast v povstání a skladatelovu lásku k parmské princezně, do propracovaného efektního dějového rámce. Barvité scény i eklektická, pozdně romantická Abertova hudba se ukázaly jako velmi přitažlivé pro obecenstvo. Představení opery svého bývalého poddaného ve Stuttgartu navštívil dne 5. listopadu 1867 i rakouský císař František Josef I. na cestě z Paříže.
Kritika oceňovala hudbu určenou pro hlavního hrdinu, jakož i pro Angiolettu, pro jejíž postavu skladatel psal se zjevným zalíbením, též hudebně i dramaticky účinná finále 1. a 2. dějství. Zobrazení skladatelského tvůrčího procesu na počátku 2. dějství a využití Astorgovy vlastní Stabat mater v této scéně a poté ve scéně uzdravení bylo považováno za odvážnou, ale šťastnou a přinejmenším ve třetím dějství s nemalým účinkem využitou myšlenku. Účinek u obecenstva přisuzovala její svěžesti a melodice, i když ne vždy vkusné („Abert není nikdy v rozpacích o zpěvnou melodii a mohlo by se spíše říci, že není v tomto ohledu příliš vybíravým.“). V díle kritika nalézala zvláště intenzivní cit autora pro divadlo, naopak postrádala niternější proniknutí do námětu hlubší charakteristiku postav. „Starost o efekt pro smysly, o ostré vybroušení moderní opery mu zdá se tu a tam ležela na srdci více než starost o důsledné udržení vnitřní pravdivosti hudebního dramatu.“ Komentátoři zejména postrádali originalitu: „co do tvořivosti původní nadání skladatelovo vůbec nelze cenit příliš vysoko“. „Není to bohatství čerstvě pramenící vynalézavosti, ale bohatství kombinačních překvapení a efektivních dynamických gradací a kontrastů doprovázejících napínavé situace, co udává tón.“ „Úsilí o zalíbení se širokému publiku jej uvězňuje v zakletém kruhu nejrůznějších vzorů, sem a tam těkajícího eklekticismu.“ Hudební inspirace pro jednotlivá místa byla hledána na slohově velmi různých místech – od Mendelssohna a „vlašské“ školy přes francouzskou opéru comique i velkou operu meyerbeerovskou až po Richarda Wagnera.
Půl roku po stuttgartské premiéře (květen 1866) byla opera v listopadu 1866 uvedena v Lipsku a brzy se rozšířila na řadu dalších německých scén, např. ve Vídni (Divadlo u Korutanské brány) roku 1870, v Basileji roku 1876, v Poznani roku 1888. Patřila k nejhranějším operám poslední třetiny 19. století. Jako třetí divadlo po Stuttgartu a Lipsku ji uvedlo Stavovské divadlo v Praze za ředitele Wirsinga, poprvé roku 5. prosince 1866. Titulní role se stala jednou z parádních úloh tenoristy Čeňka Vecka. Opera měla okamžitý úspěch (14 po sobě následujících repríz) a stala se nejúspěšnější operou od domácího skladatele ve Stavovském divadle. Podle dobové zprávy „dosáhla tak příznivého úspěchu, že nejen většina sólových čísel byla přijata s velkým potleskem, ale i velmi účinně vyhrocená finále vyvolala všeobecné nadšení a vedla k vyvolávání všech účinkujících“. Vedle domácího původu skladatele přispěla k popularitě i legendární spojitost hlavní postavy s Prahou a Čechami. V Brně byla uvedena poprvé 1. února 1873, kdy si ji k benefici vybrala Marie Sittová v úloze Angioletty. Přes konkurenci stále hrané originální verze byla uvedena i v českém Prozatímním divadle (premiéra 17. října 1876), hrála se do roku 1883 a dosáhla 11 představení.

## Osoby a první obsazení českých inscenací
| osoba                                                                                           | hlasový obor | premiéra ve Stavovském divadle (5.12.1866) | premiéra v Prozatímním divadle (17.10.1876) |
| ----------------------------------------------------------------------------------------------- | ------------ | ------------------------------------------ | ------------------------------------------- |
| Francesco Farnese, vévoda parmský                                                               | bas          | Siehr                                      | Karel Čech                                  |
| Eleonora, jeho neteř                                                                            | soprán       | Szégal                                     | Marie Sittová                               |
| Carlos, vévoda z Los Balbazes, španělský grand a guvernér sicilský                              | baryton      | Eghart                                     | Josef Lev                                   |
| Astorga, pěvec a hudebník                                                                       | tenor        | Vincenc Vecko                              | Josef Tschörner                             |
| Angioletta, jeho žákyně                                                                         | soprán       | Huttáry                                    | Pravoslava Glaserová                        |
| Hrabě Lauristan, intendant kapely při dvoře Leopolda I.                                         | bas          | Uttner                                     | František Mareš                             |
| Důstojník                                                                                       | bas          | Mader                                      | Ferdinand Koubek                            |
| První žák Astorgův                                                                              | …            | Zinkernagel                                | Jan Šára                                    |
| Druhý žák Astorgův                                                                              | …            | Geist                                      | Leopold Stropnický                          |
| Třetí žák Astorgův                                                                              | …            | Duschnes                                   | Petr Doubravský                             |
| Čtvrtý žák Astorgův                                                                             | …            | Mießler                                    | Eduard Aschenbrenner                        |
| Kavalíři a dvorní dámy; průvod, trabanti a pážata; pěvci a hudci, žákové Astorgovi; stráže, lid |              |                                            |                                             |

## Děj opery

### 1. dějství
(Terasa mezi zahradou a palácem Farnese v Parmě) Před palácem vévodů Farnese se poklidně baví četná společnost kavalírů a dam. Vévodova neteř Eleonora vije věnec, u jejích nohou sedí zpěvák a skladatel Astorga. Právě složil novou milostnou píseň na slova Torquata Tassa a hned ji veřejně zpívá. Eleonora dobře cítí, že byla myšleny pro ni, a Astorgovu náklonnost potají sdílí. To ale nezůstává utajeno ani jejímu strýci. V okamžiku, kdy princezna korunuje Astorgu vavřínovým věncem, připomíná mu vévoda jízlivě, že slíbil složit píseň k nastávajícímu Eleonořinu sňatku. Astorga sděluje, že píseň je hotova, a odchází připravit její provedení. (Č. 1: introdukce, sbor O süße, süße Lust zu weilen, scéna Men Sänger, sagt, was Ihr ersonnen?, píseň Wenn, herrliche, du in stiller Nacht a ansámbl Sein Sang, des Liedes Weisen.) Vévoda Farnese představuje své neteři vybraného ženicha: je to don Carlos Felipe Spinola vévoda de Los Balbazes, sicilský guvernér. Ten se Eleonoře dvoří a ona ví, že se nařizovanému nemůže protivit, ačkoli lásku svému nastávajícímu slíbit nemůže. (Č. 2: tercet Mein Kind, vertrauend höre mich… O könntet Ihr ins Herz mir sehen… Ich habe errungen ihr Herz, ihre Hand.)
Na vylidněné prostranství přichází první z Astorgových žáků, dívka zvaná Angioletta, která je do svého mistra tajně zamilována. Ač si na jeho lásku nedělá nároky, je ochotna mu nezištně a obětavě sloužit. (Č. 3: árie Hierher hieß mich der Meister geh'n… Italiens armes Kind, verlebte… Ja, freudig will ich ihm dienen.) Následují ostatní žáci. Mistr je uspořádá do ladné sestavy a připravuje k přednesu „hymny na lásku“, avšak s těžkým srdcem: musí oslavovat zasnoubení své lásky s jiným, a přitom nikdo netuší, že je ve skutečnosti kněžně roven rodem. Shromažďují se hosté, nakonec přicházejí vévoda Farnese, Balbazes a Eleonora. Astorgovi žáci hrají hymnu na lásku, Angioletta zpívá. Zděšený skladatel ale poznává v Eleonořině snoubenci sicilského guvernéra, který kdysi nechal popravit jeho nevinného otce a přitom donutil jeho žen a syna, aby popravě přihlíželi; Astorgově matce přitom puklo srdce. Předstupuje proto před hosty a pod záminkou, že chce zahrát lepší píseň pro vzácnou oslavu, vyzpívá svůj příběh. Vznikne zmatek a vřava. Balbazes vyzývá Astorgu na souboj, ale ten odmítá, protože jeho ruce umí zacházet se strunami, ale ne se zbraněmi. Vévoda se jej proto snaží zabít mečem, ale jeho ráně se postaví Angioletta. Zatímco vévodu dívčina odvaha i krása zjevně zaujaly, žáci odvádějí polomrtvého mistra do bezpečí. (Č. 4 finále: recitativ Dorthin, Freunde, begebt euch, sbor Schon öffnen sich die Pforten, balet, hymnus Wie bist du groß, o Liebe, scéna Haltet ein iht Töne der Freude, genug!, kvintet se sborem Dies Wort! Die Hand bannt es am Schwerte a závěrečná scéna a stretta Und nun vollende dein Werk.)

### 2. dějství
(Krajina u Parmy s klášterem, sochou P. Marie ve výklenku Angiolettinou chýší) Astorga se již dva měsíce skrývá v klášteře, kam ho ukryla Angioletta. Nyní sedí před její chýší. Malomyslně přemítá o svém osudu, ale současně pracuje na novém hymnu „Stabat mater“. Pomyšlení na bolest Kristovy matky pod křížem v něm vyvolá vzpomínky na vlastní matku, když musela přihlížet popravě svého chotě. Z černých myšlenek jej probere Angiolettina píseň o třech kardinálních ctnostech. Když jej dívka spatří, ihned jej odvádí zpět do kláštera, protože se obává nebezpečí plynoucího z pomstychtivosti vévody de Los Balbazes. (Č. 5: recitativ a scéna Einsam! – Allein!... Stabat mater dolorosa, romance Wenn hart das Leben mich bedroht a recitativ Angioletta! – Meister! Ihr seid hier?.)
Na přepychové gondole přijíždí deset kavalírů, mezi nimi Balbazes a hrabě Lauristan, vyslanec hudbymilovného císaře Leopolda I. se specifickým úkolem sehnat v Itálii zpěvačky do dvorní opery. Tomu se již donesla pověst o krásné a nadané dívce, která žije v chatrči poblíž kláštera, a pokouší se Angiolettu přesvědčit, aby jej následovala do Vídně. Ta je návštěvou i nabídkou překvapena, galantní poklony a výzvy šlechticů z Lauristanova doprovodu ji však odrazují. Nabídku odmítá s odůvodněním, že její srdce i hlas jsou vyhrazeny pro „svaté umění“. Její píseň o moci hudby vyvolá u všech kavalírů mocné pohnutí, oživí ale i Balbazesovu vášeň. Ten obviní Angiolettu, že chce zůstat jen proto, aby byla nablízku milovanému muži. To ovšem dívka nemůže popřít a její neosobní zápal pro umění tím utrpí na důvěryhodnosti. Balbazes stále pronásleduje Astorgu a je si vědom, že se uprchlík musí nacházet v Angiolettině blízkosti. Je však ochoten ponechat jej naživu, pokud se mu dívka dnes v noci odevzdá. Angioletta odmítá a doufá v Boží pomoc, vévoda však svou podmínku opakuje a prozatím odchází. Angioletta běží varovat Astorgu. (Č. 6: barkarola Leicht und schnelle, recitativ a scéna Hier ist der Ort, recitativ a árie Vom Himmel verstoßen… Gesang, ich grüße dich! a scéna a ansámbl Erlaubt auch mir die Zauberin zu grüßen… Nicht sollst du mir entrinnen.)
Na prázdnou scénu přichází Eleonora. Od zvědů svého muže se i ona dozvěděla, kde se skrývá skladatel. jehož stále miluje, a i ona jej přichází varovat. (Č. 7: recitativ a árie Das Koster dort, die Hütte hier…Wie so innig, treu und rein.) Brzy se vrátí Balbazes na schůzku s Angiolettou a v domnění, že závojem zahalená žena je ono děvče, se jí nejdříve pokouší vlichotit, pak ji chce získat násilím. Eleonora se mu dává poznat. Balbazes se nejprve cítí zahanben, ale když mu dojde, že sem jeho choť přišla za dosud milovaným soupeřem, vyhrožuje jí i jemu smrtí. Přiřítí se Astorga, který rovněž považuje vévodkyni za Angiolettu, a v krátkém souboji Balbazese smrtelně zraní. Sbíhají se lidé včetně stráží a hraběte Lauristana. Astorga se až nyní dozvídá, koho probodl; jeho duch však je viditelně rozčilením zatemněn. Balbazes posledním dechem obviňuje skladatele z podlé vraždy. Skladatel na sobě cítí Balbazesovu zášť až za hrob: tak jako otce i jeho teď čeká poprava Lauristan se orací na Angiolettu: pokud s ním odejde k vídeňskému dvoru, je ochoten odpřisáhnout, že Astorga zabil vévodu v čestném souboji. Angioletta přijímá a okolí nevnímajícího skladatele přenechává Eleonořině ochraně a péči. (Č. 8 finále: recitativ a scéna Von den Gefährten hab' ich mich frei gemacht, kavatina Komm süß Liebchen, sei mein Eigen, scéna Welche Qualen! mich tötet die Scham, scéna Was geht hier vor? Ein Mord!, kvintet se sborem O Gott, so reich an Gnad' und Huld a závěrečná scéna Er gerift ihn! – Nein, nein!... Lebwohl du Ärmster nun, ich scheide!.)

### 3. dějství
(V paláci vévodkyně) Uplynuly dva roky. Angioletta září na císařském dvoře, Astorga je v paláci vévodkyně a dosud nenabyl rozumu. Eleonora má v úmyslu pokusit se uzdravit skladatele zvukem jeho poslední skladby, Stabat mater, k čemuž pozvala i Angiolettu jako věhlasnou zpěvačku. Až nyní se však s trochou žárlivosti dozvídá, že Angioletta byla Astorgovou žákyní a zachránila mu život. Vše je již připraveno k experimentu. (Č. 9: recitativ a scéna Heute soll sich sein Los entscheiden a duettino Ich hab' ihn gefunden.)
Přichází Astorga, šílený a nešťastný, přestože se mu v jeho představách zjevuje útěšný dívčí obličej. (Č. 10: recitativ a kavatina  Fort! laß mich!... Da naht du mir wieder.)
Eleonora se s ním snaží mluvit. Připomíná mu časy, kdy jí zpíval o lásce, ujišťuje ho, že ho miluje, a sděluje mu, že u španělského krále vymohla, aby mu byl navrácen otcovský titul knížete z Paligonie. Astorga se však zmítá mezi důvěrou a nedůvěrou, láskou a nenávistí, Eleonoru nepoznává a spílá jí a zejména odmítá „purpur poskvrněný krví“. Zoufalá vévodkyně plačíc odchází. (Č. 11: recitativ a duet Da ist er! Astorga!... Du liebest mich!... Hinweg von mir Verräterin.)
Na připravené scéně s doprovodem orchestru začíná Angioletta a bor zpívat Astorgovo Stabat mater. Nemocného to rozruší,zpěv v něm vyvolá drásavé vzpomínky na popravu, které musel přihlížet, a na smrt matky. Ale pak jako b si uvědomil, že tuto dávnou bolest již vtělil do svého díla. Poznává po hlase Angiolettu. Jeho duch se navrátil, skladatel běží ke zpěvačce, bere ji do náruče a ptá se jí, zda jej miluje, čemuž Angioletta přisvědčí. Scéna se zalidní hudebníky a dvořany. Eleonora mu znovu nabízí jeho bývalé jméno a postavení, ale Astorga odmítá její dar a tím i ji samotnou. Všichni pějí na oslavu Astorgy a jeho nesmrtelného díla. Vévodkyně zlomena odchází se svými dvořany, na scéně zůstávají jen hudebníci. (Č. 12: finále Was ist das! Es tönt und schlägt an min Ohr!... Meister! – Nicht so!... Dem Meister heil, der jetzt ein neues Leben fand!.)